# Diamond Princess
Diamond Princess («Бриллиантовая принцесса») — большое круизное судно, находящееся в собственности и используемое компанией Princess Cruises. Судно было спущено на воду в 2004 году и в основном курсирует у берегов Аляски летом и у берегов Азии зимой. У судна существует корабль-близнец, Sapphire Princess. Оба судна были построены в Японии, на верфях компании Mitsubishi Heavy Industries. Суда имеют много общих черт с Ruby Princess, Emerald Princess и Crown Princess и вместе эти пять судов образуют один класс: Gem (с англ. — «драгоценный камень»).

## История

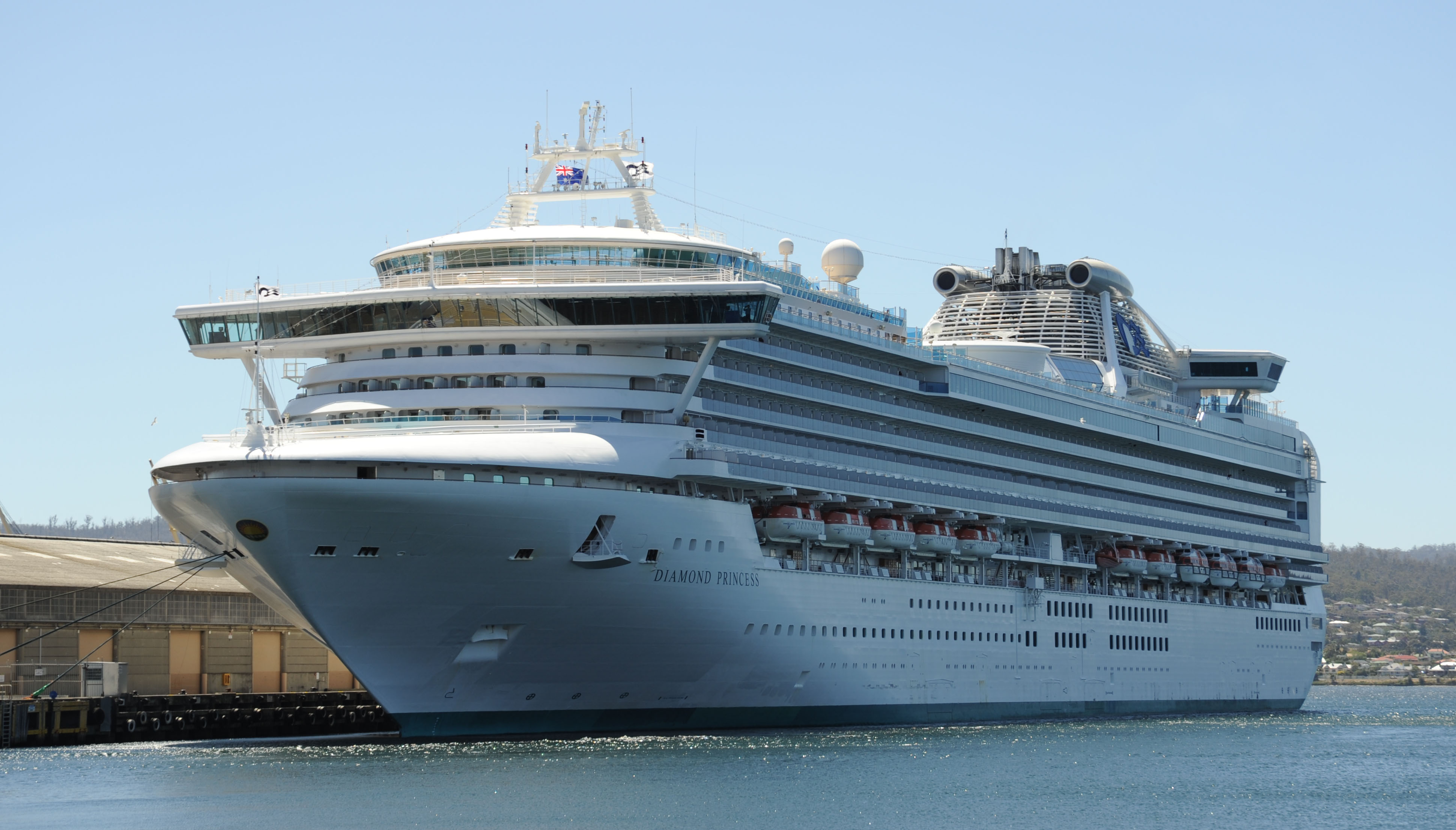
Бриллиантовая принцесса в Хобарте, Австралия

Судно первоначально должно было называться Sapphire Princess (с англ. — «Сапфировая Принцесса») и строилось одновременно с судном-близнецом Diamond Princess, которое должно было войти в строй первым. Но строительство Diamond Princess было задержано после того, как сильнейший пожар охватил палубы судна. Поскольку завершение Diamond Princess было отложено на некоторое время, корабль-близнец Сапфировая Принцесса взял на себя роль сгоревшей Бриллиантовой Принцессы. Эта смена наименований помогла сохранить оговорённые сроки поставки Бриллиантовой Принцессы, и задержать поставку второго судна на время, необходимое для его восстановления после пожара. После восстановления первоначальная Diamond Princess вступила в строй под названием Sapphire Princess.

### Карантин
В 2020 году судно вышло в очередной рейс 20 января и вернулось 3 февраля в Йокогаму. Среди пассажиров был гражданин Китая, у которого обнаружен коронавирус SARS-CoV-2. Он сошёл 25 января в Гонконге. После медицинского тестирования анализов пассажиров, близко общавшихся с больным, было выявлено 10, а затем ещё десять заражённых, все они были госпитализированы. Среди первых десяти заражённых граждане Японии, Китая, США, Австралии и Филиппин. 
По состоянию на 6 февраля 2020 судно стояло на рейде порта, на корабле находятся представители более 50 стран — 3600 человек (пассажиры и члены экипажа). Из 3700 человек, изначально находившихся на борту, 100 человек были госпитализированы и покинули судно. 
За время карантина отмечен рост числа заражённых вирусом: 10 февраля выявлено 130 заражённых, 12 февраля — 175 человек; двое оказались в реанимации, ещё два человека нуждались в принудительной подаче кислорода. 
16 февраля число заболевших на лайнере достигло 355 человек. 17 февраля общее число заражённых 454, из которых 14 (вновь выявленных) отправлены в США в числе 328 человек, которые были эвакуированы Соединёнными Штатами в карантинные центры на территории Калифорнии и Техаса. 
Также стало известно о первой заражённой гражданке России.
На 18 февраля общее число заражённых составило 542 пассажира и члена экипажа, были проверены 2404 человека. Среди вновь заражённых — ещё один гражданин России — супруг ранее выявленной россиянки. Канада объявила, что централизованно эвакуирует своих граждан 20 февраля.
Оператор лайнера Diamond Princess Princess Cruises заявил, что полностью возместит стоимость круиза и предоплаченных экскурсий, а также сопутствующие транспортные расходы и расходы на проживание в отелях. Пребывание на лайнере во время карантина сверх круиза будет бесплатным.
19 февраля началось снятие карантина с тех, чьи тесты дали отрицательный результат на вирус, если они не контактировали с выявленными больными. О готовности вывезти своих граждан специальными рейсами заявили: Южная Корея, Гонконг, Австралия, Канада, Израиль, Великобритания, Филиппины, Тайвань и Италия.
- 20 февраля два гражданина Японии в возрасте 84 и 87 лет, снятые с корабля, скончались в больнице[17][18].
- 23 февраля умер третий пассажир с японским гражданством в возрасте 80+[19].
- 25 февраля погиб четвёртый пассажир, пожилой японец[20].
- 28 февраля — пятый погибший, гражданин Великобритании в возрасте 70 лет[21].
- 1 марта в Австралии скончался 78-летний австралийский гражданин, который был эвакуирован с корабля (шестой)[22].
- 6 марта умер седьмой пассажир: житель Гонконга[23].

На 26 февраля положительные случаи инфицирования были подтверждены у 705 из 4061 пассажиров.
1 марта 2020 в Йокогаме на землю сошли последние 130 человек, они направлены на двухнедельный карантин. Судно пройдёт дезинфекцию и техобслуживание.

## Палубы
Судно имеет 17 палуб, из них доступны для пассажиров:
- 4 Gala: медицинский центр
- 5 Plaza: бар, библиотека, стойка туроператора, художественная галерея, обеденные залы, каюты пассажиров
- 6 Fiesta: казино, театр, комнаты отдыха, обеденные залы, игровая комната
- 7 Promenade: бутики, бар, часовня, интернет-кафе, театр, художественная галерея
- 8 Emerald: каюты пассажиров
- 9 Dolphin: каюты пассажиров
- 10 Caribe: каюты пассажиров
- 11 Baja: каюты пассажиров
- 12 Aloha: каюты пассажиров, бассейн
- 14 Lido: бассейны, теннисный корт, каюты пассажиров
- 15 Sun: фитнес-центр, бассейны, концертный зал, молодёжный центр
- 16 Sports: поле для гольфа, теннисный корт, оазис
- 17 Sky: ночной клуб